# Germans Pinzón

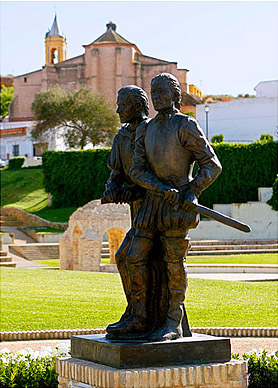
Estàtua dels Germans Pinzón a Palos de la Frontera.

Els germans Pinzón van ser els tres membres de la família Pinzón de Palos de la Frontera (Huelva), de finals del segle xv i començaments del xvi, que van participar activament en el primer viatge de Cristòfor Colom, que va tenir com a resultat el descobriment d'Amèrica, i en altres viatges de descobriment i exploració.
Van ser navegants de destacat prestigi a la comarca costanera de Huelva, i gràcies als seus diferents viatges comercials i de cabotatge van adquirir fama i una situació folgada, que els va permetre gaudir de respecte i reconeixement entre els seus coetanis. La posició estratègica que oferia històric Puerto de Palos, des d'on sortien expedicions tant les costes africanes com a la guerra contra Portugal, va permetre que fos el lloc des d'on partissin la majoria dels seus armades, organitzades, en moltes ocasions, per aquesta família.
La seva participació en l'empresa va ser crucial, perquè ningú havia estat disposat a enrolar-se amb Colom fins que el més gran dels germans, Martín Alonso Pinzón, va donar el seu suport a l'empresa.
Martín Alonso i Vicente Yáñez, capitans de les caravel·les La Pinta i La Niña respectivament, són els germans més coneguts, però hi havia un tercer germà, no tan conegut, que anava a bord de La Pinta com a contramestre: Francisco Martín.
Martín Alonso fou l'home gràcies al qual es va aconseguir que la marineria de la zona del Tinto-Odiel es animés a participar en l'empresa colombina, així mateix va donar suport econòmic al projecte aportant diners de la seva hisenda personal.
Francisco, el mestre de la Pinta, sembla que, a més de en el primer, va participar també en el tercer i quart dels viatges colombins, però, per ser el seu nom molt comú, les seves dades biogràfiques es confonen amb altres homònims de la seva època.
Finalment, Vicente Yáñez, el menor dels tres germans, a més de participar en el primer viatge de Colom, un cop finalitzat el monopoli colombí, va realitzar altres viatges de descobriment pel seu compte, entre els quals cal destacar el descobriment del Brasil.

## La família Pinzón de Palos
Entre les famílies que habitaven a Palos al segle xv, els Pinzón eren un dels principals llinatges. Família de possible origen aragonès, que haurien arribat a Andalusia procedents de la Muntanya (actual Cantàbria) o Astúries. El seu cognom, segons alguns historiadors, seria una deformació del terme Espinzas o Pinzas. Per a altres, en canvi, el verdader cognom familiar seria Martín, molt estès i de llarga tradició a la localitat, nom de l'avi, mariner i bussejador de Palos, que li van donar el malnom de Pinzón quan va quedar cec, ja que era molt aficionat a cantar i recordava els pinsans, que els encegaven perquè cantessin millor. El seu fill, també mariner i igualment anomenat Martín, fou el pare dels tres germans que van participar en el descobriment d'Amèrica. Pel que fa a la mare, es deia Mayor Vicente, per la qual cosa els tres navegants eren germans de pare i mare, amb la qual cosa els seus cognoms serien Pinzón i Vicente.

### Martín Alonso Pinzón
Es calcula que va néixer aproximadament sobre 1441 i va morir al voltant del 31 de març de 1493, era el germà gran, va ser el capità de la Pinta.
Sembla que des de molt jove va navegar en les caravel·les de Palos com grumet. Va viure en una casa situada a l'antic camí real a la Rábida, i va contraure matrimoni amb una veïna de la localitat anomenada María Álvarez. Van tenir cinc fills. Dos homes: Arias Pérez i Juan Martín Pinzón, que participarien en diverses expedicions per terres americanes, i tres filles: Mayor, Catalina i Leonor, la petita, que patia freqüents atacs del que antigament anomenaven "gota coral" i que actualment es denomina epilèpsia.
La seva experiència nàutica i el seu lideratge quedar patent en els plets colombins, on els testimonis ho assenyalen com el líder de la comarca i famós per les seves batalles contra els portuguesos a la guerra contra el regne lusità.
Va participar com a capità de la Pinta i va aportar una part de les despeses en metàl·lic del viatge descobridor, "mig compte" (mig milió) de morabatins. Gràcies al seu reconegut prestigi com a armador i marí expert es va aconseguir va enrolar a la tripulació necessària per al primer viatge Colombino, ja que tenia una destacada influència en tota la comarca del Tinto-Odiel.
El 23 de maig de 1492 es va llegir als veïns de Palos la reial provisió per la qual ordenava a certs veïns lliurar dues carabelas a Colom i partir amb ell en el viatge que anava a fer "per manat dels seus alteses", la vila acata la decisió reial però no la compleix. Els mariners de Palos desconfiaven d'embarcar en aquella aventura amb un desconegut com ho era Colom per aquelles gents. Independentment de la credibilitat en les idees colombines, els homes de Palos difícilment donarien suport a Colom llevat que els acompanyés algun navegant respectat a la vila. L'aventura, arriscada i, sobretot, de guany incerta, no presentava grans atractius. L'oposició i la indiferència pel projecte colombí van ser generalitzats.
Els franciscans de La Rábida van posar en contacte en contacte a Colom amb Martín Alonso. També Pero Vázquez de la Frontera, vell marí de la vila molt respectat per la seva experiència, i amic de Martín Alonso, va influir de manera important perquè el major dels Pinzón es decidís a donar suport a l'empresa. Martín Alonso va rebutjar els vaixells que va embargar Colom i va acomiadar també als homes que aquest va enrolar, aportant a l'empresa dues carabelas, la Pinta i la Niña, ja que sabia que eren molt velers i "aptes per a l'ofici de navegar" perquè les tenia arrendades i, a més, recorregué Palos, Moguer i Huelva intentant convèncer els seus parents i amics que s'enrolessin en el viatge, aconseguint amb això la tripulació necessària. Va capitanejar la caravel la Pinta des de la qual, Rodrigo de Triana albirar la terra americana.
Per a Martín Alonso el viatge de tornada va ser letal ja que van patir una gran tempesta, per la qual cosa el cansament acumulat va reactivar les febres recurrents que patia i va morir als pocs dies de tornar de les noves terres descobertes. De fet, el van desembarcar amb un baiard i, com estava confrontat amb Colom, els seus amics el portaren a una finca que tenia als límits entre Palos i Moguer. Potser el seu fill, Arias Pérez Pinzón, no el portà a la seva casa de Palos per a protegir-lo, ja que Colom l'havia amenaçat. O potser perquè no es duia bé amb Catalina Alonso, la dona amb qui convivia el seu pare des que va enviudar i de la qual va poder tenir dos fills il legítims: Francisco i Inés Pinzón. Segons els testimonis, va ser traslladat a la Rábida on va morir i fou sepultat, com era la seva voluntat.

### Francisco Martín Pinzón
- Francisco Martín Pinzón (aprox. 1445 - aprox. 1502), era el segon germà, va participar com a mestre de La Pinta.

### Vicente Yáñez Pinzón
- Vicente Yáñez Pinzón (aprox. 1462 - setembre? 1514), era el germà petit i va participar com a capità de La Niña en el viatge descobridor. Va descobrir altres territoris pel seu compte. És considerat per diversos historiadors com el descobridor del Brasil.

En la descoberta d'Amèrica, els germans Pinzón van tenir un paper remarcable, perquè la seva experiència nàutica va permetre que Colom pogués completar el seu projecte.

## Els Pinzón i eldescobriment d'Amèrica
La seva participació va ser crucial per a l'empresa descobridora, ja que ningú no era prest a enrolar-se amb Colom fins que el germà gran, Martín Alonso, armador ric i de renom de la zona, va donar el seu suport a l'empresa.
Gràcies al suport de Martín Alonso, els seus germans i altres destacades famílies de mariners de la zona, es va aconseguir reclutar els homes necessaris per a aquella aventura, mariners de Palos, d'Huelva i fins fora d'Andalusia. Entre aquestes famílies, es va comptar amb la destacada col·laboració dels "Niño" de Moguer, que amb el seu prestigi i influència van fer possible que els homes de Moguer s'unissin a l'empresa.

## Escut d'Armes concedit per Carles V

Armes concedides als Pinzón

L'any 1519, Juan Rodríguez Mafra va encapçalar una petició perquè l'emperador concedís l'escut d'armes als germans Pinzón i als altres mariners de Palos, exposant la lamentable situació en la qual es trobaven els descendents d'aquests mariners, que tants serveis havien ofert a la corona. L'emperador Carles V finalment va concedir als descendents i familiars dels Pinzón, les següents armes:
| «                | […] Per la present us fem mercè i volem que pugueu tenir i portar per les vostres armes conegudes tres caravel·les al natural a la mar i de cada una elles surti una mà mostrant la primera terra que així van fallar i van descobrir en un escut tal com aquest […] i per orla de la dita escut pugueu portar i porteu unes àncores i uns cors les quals les esmentades armes us donem... | » |
| — Arxiu d'Índies | |   |

## Bartolomé de las Casas
- Segons ens diu Bartolomé de las Casas en la Història de les Indies ens diu que els Pinçon eren els més rics de la vila i qualifica a Martín Alonso Pinzón com el principal i més ric i honrat.

- Les Casas denúncia que els fiscals del Rei en els pleits van aportar falsos testimonis per demostrar que Colom no havia estat l'únic descobridor d'Amèrica. El fiscal aportar el testimoni de mariners de Palos per demostrar que Martín Alonso Pinzón havia donat diners a Colom per fer el viatge[31]